# 荒れ狂う河
『荒れ狂う河』（あれくるうかわ、Wild River）は、1960年のアメリカ合衆国のドラマ映画。監督はエリア・カザン、出演はモンゴメリー・クリフトとリー・レミックなど。テネシー川のダム建設にともなう土地買収問題を題材にしている。2002年にアメリカ国立フィルム登録簿に登録された。
日本では劇場未公開だがWOWOWなどテレビで放送された。

## ストーリー
1930年代初頭、ダム建設のために中州の住人を立ち退かせにやってきたテネシー川流域開発公社のチャック・グラヴァーは、頑なに立ち退きを拒否している80歳の女家長エラとその家族に出会う。やがてチャックは、エラの孫娘で子持ちの未亡人キャロルと恋に落ちる。

## キャスト
※括弧内は日本語吹替（初回放送1971年5月24日『月曜ロードショー』）
- チャック・グラヴァー - モンゴメリー・クリフト（田畑明彦）
- キャロル - リー・レミック（二階堂有希子）
- エラ - ジョー・ヴァン・フリート（杉山徳子）
- ハンク - アルバート・サルミ（内海賢二）
- ハミルトン - ジェイ・C・フリッペン
- ベティ - バーバラ・ローデン（栗葉子）
- ウォルター - フランク・オーヴァートン（大宮悌二）
- ジャック - ブルース・ダーン[注釈 1]
- ナレーター - パット・ヒングル[注釈 1]

## 製作
『荒れ狂う河』の屋外ロケは チャールストン (テネシー州)近郊にあるハイワシー川のクーン・デントン島（Coon Denton Island）と、 クリーブランド西部で行われた。
また、クリーブランドの武器庫(armory)の中に、屋内での射撃シーンのためのスタジオがつくられた。